# Budynek przy ul. Jagiellońskiej 22 w Sanoku
Budynek przy ul. Jagiellońskiej 22 w Sanoku – niezagospodarowany budynek o przeznaczeniu oświatowym położony w Śródmieściu Sanoka.

## Historia
Gmach przy ulicy Jagiellońskiej został wybudowany w XIX wieku i pierwotnie był dwukondygnacyjny.
W latach 20. i 30. XX wieku figurował pod numerem konskrypcyjnym 241. Właścicielem był adwokat dr Adolf Bendel, a mieszkanie na pierwszym piętrze wynajmowała rodzina Pajączkowskich: lekarz dr Włodzimierz Pajączkowski, jego żona Wanda oraz synowie Jerzy i Stefan. Do budynku był wówczas przypisany adres ulicy Jagiellońskiej 20. 
Na wiosnę 1945 budynek został siedzibą Prywatnego Koedukacyjnego Gimnazjum Kupieckiego i Liceum Handlowego Związku Nauczycielstwa Polskiego (popularnie zwane „handlówką”), późniejszego Technikum Ekonomicznego, które zostało przeniesione do siedziby przy ulicy Jana III Sobieskiego w 1963, lecz częściowo szkoła nadal funkcjonowała przy ulicy Jagiellońskiej. Pod adresem ul. Karola Świerczewskiego 22 istniał wówczas dom, prawdopodobnie zabytkowy, przylegający od strony zachodniej do budynku szkoły. Zamieszkiwał w nim Józef Paszkiewicz, woźny szkolny od 1 kwietnia 1946 do 1970.
21 lipca 1970 decyzją Kuratorium Oświaty w Rzeszowie z Zasadniczej Szkoły Zawodowej Międzyzakładowej wyodrębniona została Zasadnicza Szkoła Zawodowa Dokształcająca. Nowo powstała szkoła zajęła budynek przy ówczesnej ulicy Świerczewskiego (obecnie Jagiellońska). Jako samodzielna placówka funkcjonuje od 1 września 1970. Później w gmachu podjął działalność Zespół Szkół Zawodowych (od 2 grudnia 1993 ZSZ im. Ignacego Łukasiewicza). W latach 70. do 1980 dokonano gruntownej przebudowy i rozbudowy budynku na potrzeby nowej szkoły (według Ryszarda Borowca poprzedni rozmiar budynku stanowił po powiększeniu 25% nowego stanu). W jej wyniku została dobudowana trzecia kondygnacja. W budynku została ulokowana sala gimnastyczna, ulokowana w jego wschodniej części i obejmująca przestrzeń drugiego i trzeciego piętra. Przy budynku istniało boisko sportowe, którego inicjatorem był nauczyciel szkoły i działacz sportowy Adam Bieniasz. Po reformie szkolnictwa z 1999 w budynku funkcjonował Zespół Szkół nr 5 im. Ignacego Łukasiewicza. We wrześniu 2015 decyzją podkarpackiego Kuratora Oświaty ZS5 został przeniesiony do budynku ZS4 przy ulicy Sadowej, wchłaniając tamtejszą szkołę.
Przed 2019 władze miasta zgodziły się przeznaczyć budynek na nową siedzibę sanockiego Specjalnego Ośrodka Szkolno-Wychowawczego. Mimo złożonych obietnic nie przygotowały projektu remontu do połowy roku 2020. Po wykonaniu rozległych prac odkrywkowych wykonawca doniósł o złym stanie fundamentów, doprowadzając do porzucenia projektu na rzecz budowy nowego ośrodka. Wiosną 2024 nieuprzątnięty budynek został wystawiony wraz z działką na sprzedaż za 4,5 mln zł, ale według stanu z początku 2025 nie znalazł nabywcy.

## W kulturze
Budynek – jeszcze przed dokonaną rozbudową – jest widoczny w odcinku 2 pt. "Numer próbny" serialu telewizyjnego Droga z 1973, gdy ukazana została scena, w której autobusy marki Autosan jadą ulicą Jagiellońską w Sanoku w kierunku centrum miasta.